# De'
Dé (scritto anche de' o  deh) è una tipica interiezione della lingua toscana e in particolare del vernacolo labronico e talvolta pisano, priva d'un significato vero e proprio.

## Etimologia
All'origine il lemma è decco, da ed ecco, evolutosi dapprima con l'apocope iniziale e poi col troncamento della sillaba finale. Pertanto è impropria la trascrizione 'deh!' che, invece, si riferisce all'omografa interiezione esortativa dell'italiano, ormai desueta.

## Uso
L'esclamazione ha diversi usi all'interno del discorso. Essa infatti può esser usata:
- come introduzione a un discorso (de', ero lì a Calafuria a ruzza', mi so' sentito chiama');
- come rafforzamento nel discorso (sicché niel'ho detto ma lui, de', faceva finta d'un capi');
- come conclusione di un discorso (e io n'ho ridetto stronzolo e l'ho picchiato bene bene, de'!);
- come rafforzamento di un'altra esclamazione (boia, de'!), di un aggettivo (ganzo, de'!) o di un sostantivo (che macchina, de'!);
- come risposta affermativa (oh, li vòi diecimila euro? De'!);
- come rafforzamento di una congiunzione (de' però de'').
- come risposta evasiva ad una domanda inaspettata (de'... so assai)